# Ponte Lusitania

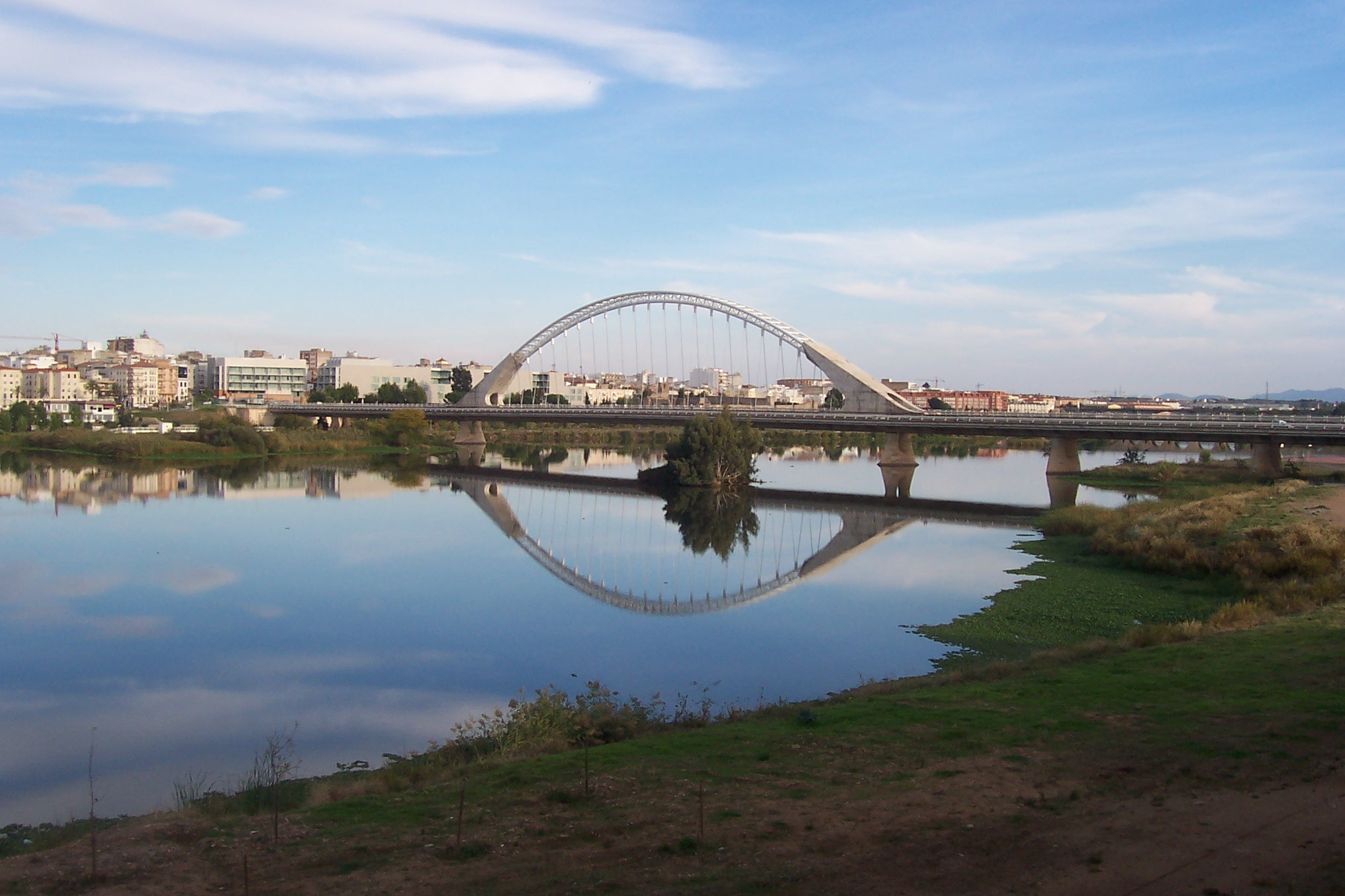
Panoramica del ponte

Il Ponte Lusitania è un ponte bowstring ad uso stradale situato nella città spagnola Mérida (Estremadura).
Il ponte, che attraversa il fiume Guadiana, è stato costruito nel 1991 da un consorzio spagnolo per dirottare e alleggerire il traffico veicolare dal vicino ponte Romano. Realizzato su progetto dell'architetto Santiago Calatrava, il nome del ponte è stato scelto in quanto la vecchia città romana di Emerita Augusta, ovvero l'odierna Merida, era il capoluogo dell'antica provincia romana chiamata Lusitania.